# Therese Björklund
Theresia (Therese) Amanda Elisabeth Björklund, född den 30 oktober 1848 i Adolf Fredriks församling, Stockholm, död 27 maj 1918 i Danderyds församling, var en svensk skådespelare.

## Biografi
Björklund var dotter till Per Björklund och hans hustru Anna Elisabeth Larsson. Hon började sin teaterbana som tolvåring vid Anders Selinders elevteater. Från den 1 juli 1866 var hon elev vid Kungliga Teaterns elevskola. Bland de roller hon utförde på de kungliga teatrarna fanns Anais i Debutanten och hennes far, Abigail i Ett glas vatten, den unge Markis de Chateaucourt i Den hvita nejlikan, Suzanne de Montauban i Lika mot lika samt Fenella i Den stumma från Portici.
Hon gifte sig 27 januari 1872 med godsägare Otto Bobergh, tidigare delägare i modehuset Worth & Bobergh i Paris. Makarna Boberghs gästfria och artistiskt inredda hem på Kevinge gård vid Edsviken mitt emot Ulriksdals slott var under 1870-talet en samlingsplats konstnärskretsen kring Karl XV.

## Teater

### Roller
| År   | Roll                                     | Produktion                                                                                                | Teater                      |
| ---- | ---------------------------------------- | --- | --------------------------- |
| 1867 | Industrien                               | Mellan elfva och tolf! Frans Hedberg                                                                      | Kungliga Dramatiska Teatern |
| 1867 | Anais                                    | Debutanten och hennes far Jean-François Bayard och Emmanuel Théaulon                                      | Kungliga Dramatiska Teatern |
| 1867 | Andra Dansösen                           | Med konstens vapen Ludvig Josephson                                                                       | Kungliga Dramatiska Teatern |
| 1867 | Amelie                                   | Börd och Förtjenst Ernest Legouvé                                                                         | Kungliga Dramatiska Teatern |
| 1867 | Annette, Fru Delaunays kammarjungfru     | Dagens hjelte                                                                                             | Kungliga Dramatiska Teatern |
| 1867 | Julia                                    | En skavank M. Goldschmidt                                                                                 | Kungliga Dramatiska Teatern |
| 1868 | Wilhelm                                  | Morbror Pehr Roderich Benedix                                                                             | Kungliga Dramatiska Teatern |
| 1868 | Charlotte, Baron de Chantenay's barnbarn | Stora flickor Edmond Gondinet                                                                             | Kungliga Dramatiska Teatern |
| 1868 | Mammas gosse, förklädd badgäst           | På gamla dagar Frans Hedberg                                                                              | Kungliga Dramatiska Teatern |
| 1868 | Lisette, kammarjungfru                   | Så kallad ungdom Frans Hedberg                                                                            | Kungliga Dramatiska Teatern |
| 1869 | Herminia                                 | Nyårsnatten Roderich Benedix                                                                              | Kungliga Dramatiska Teatern |
| 1869 | Anna                                     | Döden fadder August Blanche                                                                               | Kungliga Dramatiska Teatern |
| 1869 | Hermance, Vergavilles hustru             | Fattig på mynt, men rik på kärlek Xavier-Boniface Saintine, Félix-Auguste Duvert och Augustin de Lauzanne | Kungliga Dramatiska Teatern |
| 1869 | Honorine                                 | Hvem är hon? Charlotte Birch-Pfeiffer                                                                     | Kungliga Dramatiska Teatern |
| 1870 | Axel, Garçon bleu hos konungen           | En konung Oscar Wijkander                                                                                 | Kungliga Dramatiska Teatern |
| 1870 | Agnes                                    | Kusinerna Augusta Braunerhjelm                                                                            | Kungliga Dramatiska Teatern |
| 1870 | Julia                                    | Din nästas hustru Julius Rosen                                                                            | Kungliga Dramatiska Teatern |
| 1870 | Marianne Magnani                         | I Rom August Strindberg                                                                                   | Kungliga Dramatiska Teatern |
| 1870 | Viola                                    | Madonnabilden                                                                                             | Kungliga Dramatiska Teatern |
| 1871 | Fenella                                  | Den stumma från Portici Daniel Auber, Eugène Scribe och Germain Delavigne                                 | Kungliga Dramatiska Teatern |
| 1871 | Henriette                                | Uppfostran                                                                                                | Kungliga Dramatiska Teatern |
| 1871 | Blenda                                   | Majorens döttrar Frans Hedberg                                                                            | Kungliga Dramatiska Teatern |
| 1871 | Anna, hoftärna                           | Drottning Filippa Gabriel Lagus                                                                           | Kungliga Dramatiska Teatern |